# Alella
Alella − miasto w comarce (powiecie) Maresme w Katalonii, w Hiszpanii, leżące 9 km na północ od Barcelony. Miasto znane jest głównie z produkcji win i perfum.
Leży na wybrzeżu po południowo-zachodniej stronie granitowego pasma Litoral.